# Storia dei Jacksonville Jaguars

Il logo dei Jaguars.

I Jacksonville Jaguars sono un club di football americano professionistico nato nel 1995 con sede a Jacksonville, Florida, USA. Questa voce approfondisce la storia della franchigia dalla fondazione ad oggi.

## Era pre-franchigia
Ogni anno Jacksonville ospita il Gator Bowl, una tradizione cittadina che è accompagnata da feste, cerimonie, parate e altri eventi che portano alla partita. L'annuale classico Florida vs. Georgia, una sentita rivalità collegiale tra i Gators della University of Florida i Bulldogs della University of Georgia, è giocata anch'essa a Jacksonville.

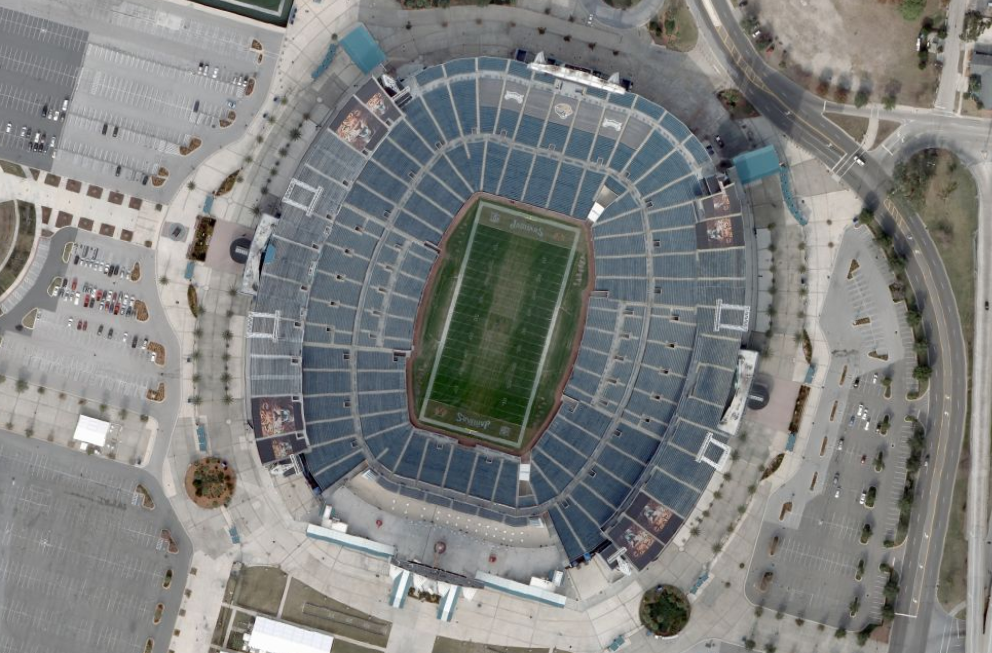
EverBank Field, l'attuale stadio dei Jaguars

Lo stadio Gator Bowl è stato costruito da capriate in acciaio durante la Grande depressione ed è stato spesso ricostruito, con l'aggiunta finale del cemento armato nell'ala ovest nel 1982. La struttura ospitò la breve vita delle franchigie della World Football League (i Jacksonville Sharks/Express) e della United States Football League (i Jacksonville Bulls) ed occasionali esibizioni di partite dell'NFL. La città ospitò anche l'All Star Game dell'American Football League nel 1967 e nel 1968. Jacksonville inizialmente tentò di attirare i Baltimore Colts, il cui proprietario, Robert Irsay, divenne famoso per essere atterrato in elicottero nello stadio con migliaia di cittadini di Jacksonville che gli chiedevano di trasferire lì il team. I leader della città cercarono inoltre di convincere gli Houston Oilers a spostarsi Jacksonville verso la fine degli anni ottanta. Grandi sforzi furono compiuti per tentare di convincere gli Oilers, inclusa la creazione del simbolo "Jacksonville Oilers" e la designazione di una specifica sezione del Gator Bowl per famiglie in cui era vietato consumare alcolici (una caratteristica delle attuali gare casalinghe dei Jaguars).
Nel 1992 l'NFL annunciò che avrebbe aggiunto due nuove franchigie a partire, in origine, dalla stagione 1993. L'ultima espansione della lega era datata 1976 con l'aggiunta dei Seattle Seahawks e dei Tampa Bay Buccaneers; con la crescita dello sport, la lega sentì che era giunto il momento di creare due nuove franchigie. Cinque città furono alla fine scelte come finaliste per le due squadre: Charlotte nella Carolina del Nord, Saint Louis nel Missouri, Baltimora nel Maryland, Memphis nel Tennessee e Jacksonville. Dall'inizio, Charlotte e St. Louis erano considerate le maggiori favorite; anche Baltimora sembrava avere notevoli possibilità. Anche se non era considerata una candidata forte, anche Memphis era considerata una possibile outsider, dal momento che l'NFL non aveva una presenza nell'area.
Per diverse ragioni, Jacksonville era considerata la sfavorita del gruppo. La Florida aveva già due squadre nell'NFL: i Tampa Bay Buccaneers, che giocavano a circa quattro ore di viaggio di distanza, e i Miami Dolphins. Ogni expansion team avrebbe inoltre dovuto competere con le tre maggiori squadre di football collegiali della Florida: Florida State, Florida e Miami e i Georgia Bulldogs. Jacksonville era anche l'unico mercato televisivo fuori dalla top 50 dei maggiori mercati americani. Mentre Jacksonville era la 15ª più grande città della nazione all'epoca, era (e rimane tutt'oggi) solo un mercato di grandezza media poiché la periferia e le aree rurali erano più piccole della città stessa. Secondo il censimento del 1990 c'erano 635.000 abitanti a Jacksonville ma solo 900.000 persone nell'area metropolitana.
Ad ogni modo, il più grande ostacolo potenziale per Jacksonville erano la grande confusione e conflitto attorno al potenziale gruppo proprietario. Questo si era già formato ancor prima che l'NFL avesse annunciato la sua intenzione di espandersi, nel 1989. Il gruppo, chiamato "Touchdown Jacksonville!", fece la richiesta formale alla NFL nel 1991. Il nucleo originale includeva il futuro governatore Jeb Bush e il produttore e politico di Jacksonville Tom Petway. Nel 1991 questo gruppo annunciò fiduciosamente che avrebbe chiamato il proprio team Jacksonville Jaguars. Dopo alcune defezioni e rinunce, il gruppo venne guidato da J. Wayne Weaver, un magnate delle calzature che era stato il primo presidente della Nine West dal 1978 al 2 febbraio 1993 e in seguito fondatore della Shoe Carnival.
Nell'aprile 1993, l'NFL indicò ai dirigenti di Jacksonville che sarebbero stati necessari diversi rinnovi al Gator Bowl. Dopo diverse settimane di trattative e rischi di un nulla di fatto, un accordo fu raggiunto demandando la responsabilità della ristrutturazione alla città e sottoponendo tale proposta al Consiglio Cittadino per l'approvazione. Il 21 luglio 1993, però, il consigliò rigettò la proposta, condannando la candidatura di Jacksonville. I soldi pagati per i biglietti della stagione successiva furono rimborsati e gli uffici di Touchdown Jacksonville! furono chiusi.
A causa della non totale fiducia nei pretendenti rimasti, l'NFL incoraggiò Jacksonville a rivedere il problema e a ripresentare la propria candidatura. Circa un mese dopo, i negoziati tra la città e Touchdown Jacksonville! furono ripresi e un pacchetto di aiuti leggermente modificato fu approvato a larga maggioranza dal Consiglio Cittadino. Tornati ufficialmente in gara, i dirigenti di Jacksonville furono rinvigoriti e ciò fu confermato dalla vendita dei posti a sedere che fece registrare 10.000 acquirenti in 10 giorni. I Jaguars ottennero anche un investitore di alto profilo come l'ex star della NFL Deron Cherry che firmò un accordo come partner esclusivo.
Dopo che Charlotte fu unanimemente aggiunta come 29ª franchigia il 1º novembre, la lega annunciò che avrebbe confermato il secondo nome entro il 30 novembre 1993. All'epoca, la convinzione comune era che St. Louis avrebbe avuto la 30ª franchigia. Infatti, magliette dei "St. Louis Stallions" (il nome proposto per il nuovo team) iniziarono ad essere vendute nell'area di St. Louis dai negozi di articoli sportivi. Le cose però andarono diversamente.
Alle 16.12 del pomeriggio del 30 novembre, Jacksonville fu annunciata come la nuova franchigia di espansione. La sera successiva, 25.000 tifosi celebrarono al Gator Bowl, mentre veniva dato il via alla vendita dei biglietti per la gara inaugurale della successiva stagione. Meno di dieci giorni dopo, il Florida Times-Union (il quotidiano di Jacksonville) annunciò che le vendite avevano superato quota 55.000 biglietti (Il caso volle che tutte e tre le altre finaliste avrebbero avuto anch'esse la loro squadra professionistica: i Los Angeles Rams si spostarono a St. Louis nel 1995, i Cleveland Browns si trasferirono a Baltimore venendo rinominati Baltimore Ravens e Memphis sarebbe diventata la nuova casa degli Houston Oilers nel 1996 prima che il club si trasferisse a Nashville, venendo rinominato Tennessee Titans).
Dopo la gara al Gator Bowl il 31 dicembre 1993 il vecchio stadio fu demolito quasi interamente e rimpiazzato con una superstruttura rinforzata. Tutto ciò che rimase del vecchio stadio furono l'atrio superiore ad ovest e una parte del sistema di rampe. Per favorire la costruzione, le gare del "The World's Largest Outdoor Cocktail Party" del 1995 furono divise tra i campi della Florida e della Georgia e il Gator Bowl del 1994 fu giocato al Ben Hill Griffin Stadium a Gainesville. Il nuovo stadio (ora chiamato EverBank Field) aprì il 18 agosto 1995 con una gara di pre-stagione contro i St. Louis Rams.

## L'era di Tom Coughlin (1995–2002)

### 1995: la stagione inaugurale
Nel 1995 Tom Coughlin fu assunto come primo capo-allenatore della storia dei Jaguars. Questi aveva avuto precedentemente grande successo come allenatore al Boston College ma molti credettero che fosse una mossa rischiosa a causa della mancanza di esperienza di Coughlin nella NFL. Con i Carolina Panthers, i Jacksonville Jaguars entrarono nell'NFL come prima nuova formazione negli ultimi vent'anni. Entrambe le squadre parteciparono all'Expansion Draft NFL 1995, con i Jaguars che scelsero Steve Beuerlein come prima scelta. Beuerlein perse velocemente il suo posto da titolare in favore dell'ex riserva dei Green Bay Packers Mark Brunell. I Jaguars finirono la loro stagione inaugurale con un record di 4–12. Sia i Jaguars che i Panthers (7–9) batterono il precedente record per il maggior numero di vittorie per un expansion team (3), firmato dai Cincinnati Bengals nel 1968. La stagione inaugurale vide la partecipazione di molti dei giocatori che avrebbero guidato Jacksonville ai playoff nelle quattro stagioni successive, compreso il quarterback Mark Brunell, l'offensive lineman Tony Boselli (selezionato come seconda scelta assoluta nel Draft NFL 1995), il running back James Stewart (anche dal Draft 1995) e il wide receiver Jimmy Smith (firmato come free agent).

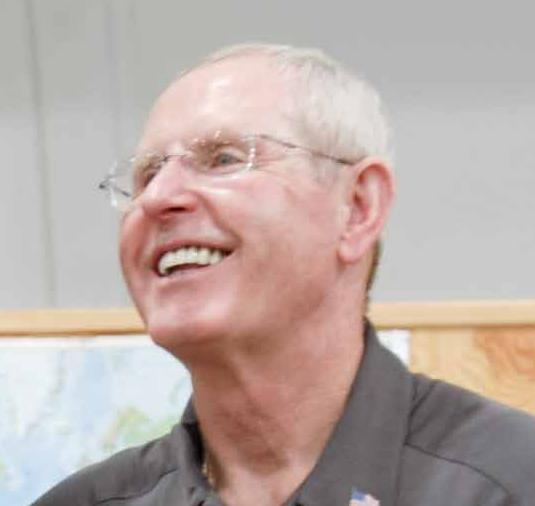
Tom Coughlin passò 8 anni come capo-allenatore a Jacksonville

La squadra giocò la prima gara della stagione in casa di fronte a una folla di 72.363 spettatori il 3 settembre 1995, perdendo 10–3 contro gli Houston Oilers. La sua prima vittoria giunse nella quarta settimana battendo gli Oilers 17–16 il 1º ottobre a Houston. La settimana seguente, contro i Pittsburgh Steelers, futuri campioni dell'AFC, i Jaguars ottennero la prima vittoria casalinga per 20–16. Le altre due vittorie della squadra giunsero entrambe contro i Cleveland Browns. La seconda vittoria, per 24–21 nella settimana 17, fu guidata da un field goal di Mike Hollis dalle 34 yard, nell'ultima gara dei Browns prima di essere trasferiti a Baltimora ed essere rinominati Ravens.

### 1996: "Jacksonville, credi nei miracoli?"
La stagione 1996 di Jacksonville fu marchiata dal successo in sei delle ultime sette gare, terminando con un record di 9–7. I meriti per questa svolta di metà stagione probabilmente stettero nella sostituzione del wide receiver Andre Rison in favore di Jimmy Smith dopo una gara contro i St. Louis Rams, in cui Brunell subì 5 intercetti. La colpa degli intercetti fu data a Rison che fu messo in panchina. Nell'ultima gara della stagione regolare contro gli Atlanta Falcons, necessitando di una vittoria per raggiungere i playoff, i Jaguars ebbero un po' di fortuna quando, a meno di un minuto dalla fine, Morten Andersen sbagliò un field goal da 30 yard che avrebbe dato la vittoria ai Falcons. I Jaguars conclusero col quinto record della AFC.
La loro prima gara di playoff fu contro i Buffalo Bills a Buffalo, una sfida che i Jaguars vinsero 30–27. La successiva fu contro i Denver Broncos che avevano dominato l'AFC con un record di 13–3 (guadagnando il vantaggio del fattore campo contro tutti gli avversari). Gli ultimi arrivati Jaguars non furono intimiditi dai Broncos o dai loro tifosi e dominarono largamente dal secondo quarto in poi. Un passaggio da touchdown da Mark Brunell a Jimmy Smith diede ai Jaguars il vantaggio 30–20. Questi conservarono il vantaggio e vinsero a sorpresa 30–27, in una gara che molti ancora reputano la migliore della storia della franchigia. Al ritorno a Jacksonville, i Jaguars furono acclamati da 40.000 tifosi festanti allo stadio, dove avevano visto la partita proiettata sui maxi-schermi. Nella finale della AFC, i Jaguars si arresero ai New England Patriots per 20-6, dopo aver retto bene in difesa per più di tre quarti di partita. Curiosamente anche l'altro team di espansione nato coi Jaguars, i Panthers, giunse in finale di conference (nella NFC), dove perse 30–13 contro i futuri vincitori del Super Bowl, i Green Bay Packers.

### 1997–99: Qualificazioni ai playoff e titoli di division
Nel 1997 i Jaguars terminarono la stagione regolare al primo posto della AFC Central Division a pari merito con i Pittsburgh Steelers con un record di 11–5. Pittsburgh vinse la division avendo risultati migliori di Jacksonville contro le dirette avversarie di division. I Jaguars vennero sconfitti nel wild card match per 42-17 dai futuri vincitori del Super Bowl, i Denver Broncos di John Elway al Mile High Stadium. I Broncos, guidati da Terrell Davis, corsero per 5 touchdown e oltre 300 yard.
Nel 1998 i Jaguars terminarono nuovamente la stagione regolare con il record di 11–5 vincendo il loro primo titolo della AFC Central Division. La squadra divenne il primo team di espansione della NFL a raggiungere i playoff in tre delle sue prime quattro stagioni. Nel wild card round, i Jaguars ospitarono la loro prima gara casalinga di playoff, vincendo 25–10 sui New England Patriots. La stagione terminò la settimana seguente nel Divisional Round quando i New York Jets superarono i Jaguars 34–24.

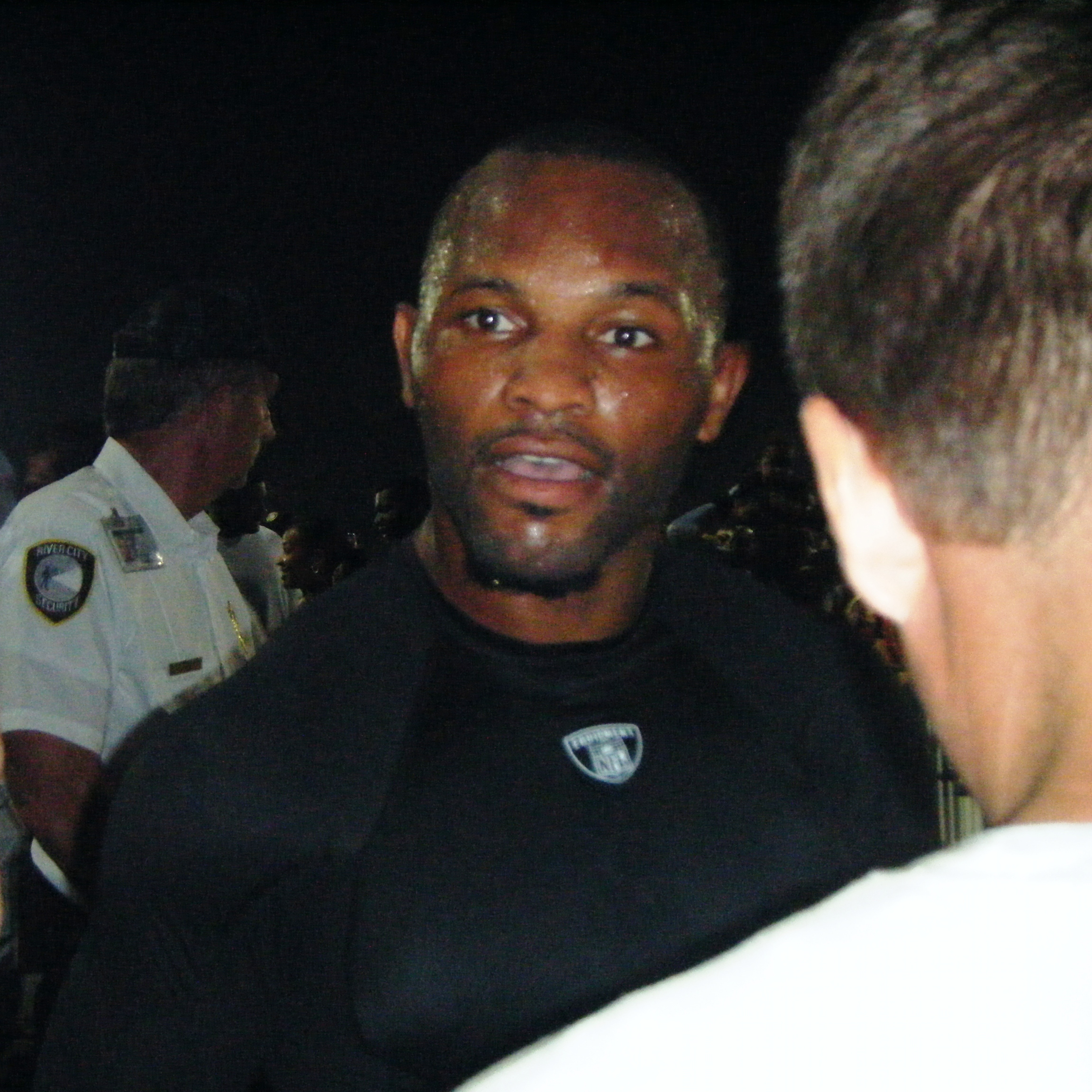
Fred Taylor fu il volto dei Jaguars per oltre 10 anni.

Nel 1999 i Jaguars ottennero il miglior record della lega con 14–2 nella stagione regolare, il migliore nella storia della franchigia. Entrambe le sconfitte della squadra furono contro i Tennessee Titans. I Jaguars vinsero l'AFC Central per il secondo anno consecutivo, ottenendo il vantaggio del fattore campo in tutte le partite della post-season. I Jaguars ospitarono i Miami Dolphins nei playoff di division della AFC, vincendo con uno schiacciante 62–7 in quella che sarebbe stata l'ultima gara di Dan Marino e Jimmy Johnson nella NFL. I 62 punti e il margine di 55 di Jacksonville furono il secondo miglior risultato nella storia dei playoff NFL e la corsa da 90 yard di Fred Taylor nel primo quarto fu la più lunga della storia in una gara di playoff. L'occasione per centrare la prima partecipazione al Super Bowl della storia giunse la settimana seguente. I Jaguars cedettero in casa contro i Titans 33–14 in una gara che Jacksonville guidava 14–10 alla fine del primo tempo, prima di concedere 23 punti senza segnarne alcuno nel secondo tempo. Il club terminò la stagione 1999 con un bilancio di 15–3 complessivo, con tutte le 3 sconfitte avvenute contro i Titans (l'unica volta della storia che un team con 3 sconfitte le subì contro la stessa squadra). Questa sconfitta segnò la fine di un'epoca che vide i Jaguars raggiungere i playoff in quattro delle loro prime cinque stagioni. La squadra sarebbe tornata ai playoff solo nel 2005.

### 2000–02: Fine di un'era per allenatore e quarterback
Gli anni dal 2000 al 2002 furono i più deludenti per la nuova franchigia, principalmente a causa di problemi col salary cap. Nella stagione 2000, il quarterback veterano Mark Brunell e il giovane running back Fred Taylor guidarono la squadra in un'annata ostica con un record di 7–9. Gli unici momenti da ricordare dell'anno furono le due vittorie sui rivali di division, i Cleveland Browns. Nelle due stagioni seguenti Jacksonville peggiorò il suo record, scendendo a 6–10 sia nel 2001 che nel 2002. A causa dei problemi col tetto salariale, la franchigia non poté permettersi di trattenere molti dei suoi migliori atleti. L'allenatore Coughlin ammise che la squadra aveva in realtà più talento nel suo primo anno (1995) quando vinse 4 sole partite. Quella sarebbe stata l'ultima stagione in cui avrebbe allenato la squadra. Alla fine del suo incarico, il coach acquistò un'intera pagina sul Florida Times Union ringraziando la città di Jacksonville per le "otto grandiose stagioni". Malgrado l'ostilità di alcuni tifosi, questi portò giocatori di grande talento come Tony Boselli, Tony Brackens, Fred Taylor, Donovin Darius, John Henderson, Marcus Stroud e David Garrard. Il 2002 segnò l'ultima stagione completa della leggenda dei Jaguars Mark Brunell, che fu messo in panchina dalla terza gara del 2003 in favore di Byron Leftwich. Brunell passò oltre 25.000 yard e come Jaguar si guadagnò 3 partecipazioni al Pro Bowl.

## L'era di Jack Del Rio (2003–2011)

### 2003–05: Costruzione di una squadra da playoff
Nel 2003 i Jaguars assunsero Jack Del Rio come capo allenatore. Del Rio era stato un linebacker tra la fine degli anni ottanta e l'inizio dei novanta, prima di ritirarsi. Prima di arrivare ai Jaguars era stato coordinatore difensivo dei Carolina Panthers, portando la difesa della squadra dal trentesimo al secondo posto della lega. Inoltre era stato allenatore dei linebacker dei Baltimore Ravens, partecipando in quel ruolo alla difesa da record dei Ravens campioni nel 2000. I Jaguars scelsero il quarterback Byron Leftwich come settima chiamata del draft NFL e riposero grandi speranze su di lui. Il team passò diversi momenti negativi, terminando la stagione 2003 con un misero 5–11 e mancando i playoff per il quarto anno consecutivo. Malgrado la risoluzione dei loro problemi di salary cap, la ricostruzione della squadra avrebbe richiesto molto tempo.

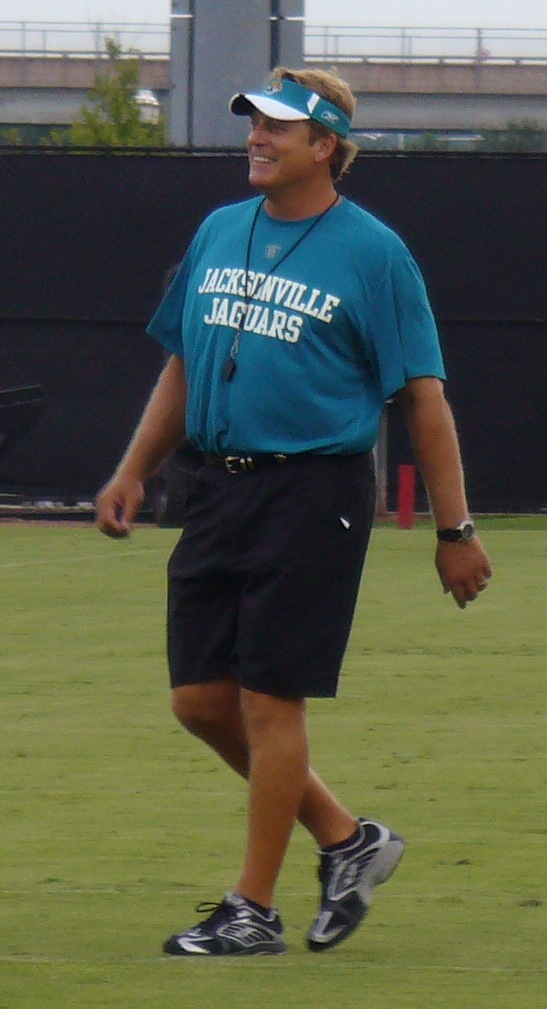
In tutte le sue prime cinque stagioni, la difesa di Del Rio si classificò nella top ten per yard concesse.

La stagione 2004, la decima della storia della franchigia, vide il ritorno a un record positivo di 9–7 con vittorie in trasferta contro i Green Bay Packers al Lambeau Field e sugli Indianapolis Colts all'RCA Dome. Il punto di forza dei Jaguars fu la difesa, con due giocatori convocati per il Pro Bowl, i defensive tackle Marcus Stroud e John Henderson. Byron Leftwich disputò una stagione solida nel 2004, aiutato dalle ottime performance dei ricevitori Fred Taylor e Jimmy Smith. Per sua sfortuna, Taylor subì un infortunio nel finale di stagione contro Green Bay e nella partita successiva i Jaguars caddero contro gli Houston Texans, venendo eliminati dalla corsa ai playoff. Questo gli negò di giocare il Super Bowl nel loro stadio. Nel 2004 i Jaguars divennero la prima squadra della lega ad aver nel loro roster tre quarterback afro-americani: Byron Leftwich, David Garrard e Quinn Gray.
Nel 2005 i Jaguars puntavano a contendere ai Colts il titolo di division. Ad ogni modo, a causa della partenza degli avversari diretti per 13–0, comprese due vittorie sui Jaguars, i Colts vinsero facilmente l'AFC South. Con un record di 12–4, i Jaguars guadagnarono una wild card e la loro prima apparizione ai playoff dal 1999. Tra queste 12 vittorie, ve ne fu una per 23–20 sui Cincinnati Bengals il 9 ottobre 2005 e un 23–17 ai supplementari sui Pittsburgh Steelers il 16 ottobre. Nove delle ultime dieci partite dei Jaguars furono vinte contro squadre con un record negativo. In queste partite giocatori chiave come Byron Leftwich, Mike Peterson, Akin Ayodele, Paul Spicer e Rashean Mathis subirono infortuni di vari tipi. I Jaguars terminarono la stagione perdendo 28–3 i vincitori degli ultimi del Super Bowl, i New England Patriots, il 7 gennaio 2006, nel primo turno di playoff.

### 2006: Un rookie diventa la stella della squadra

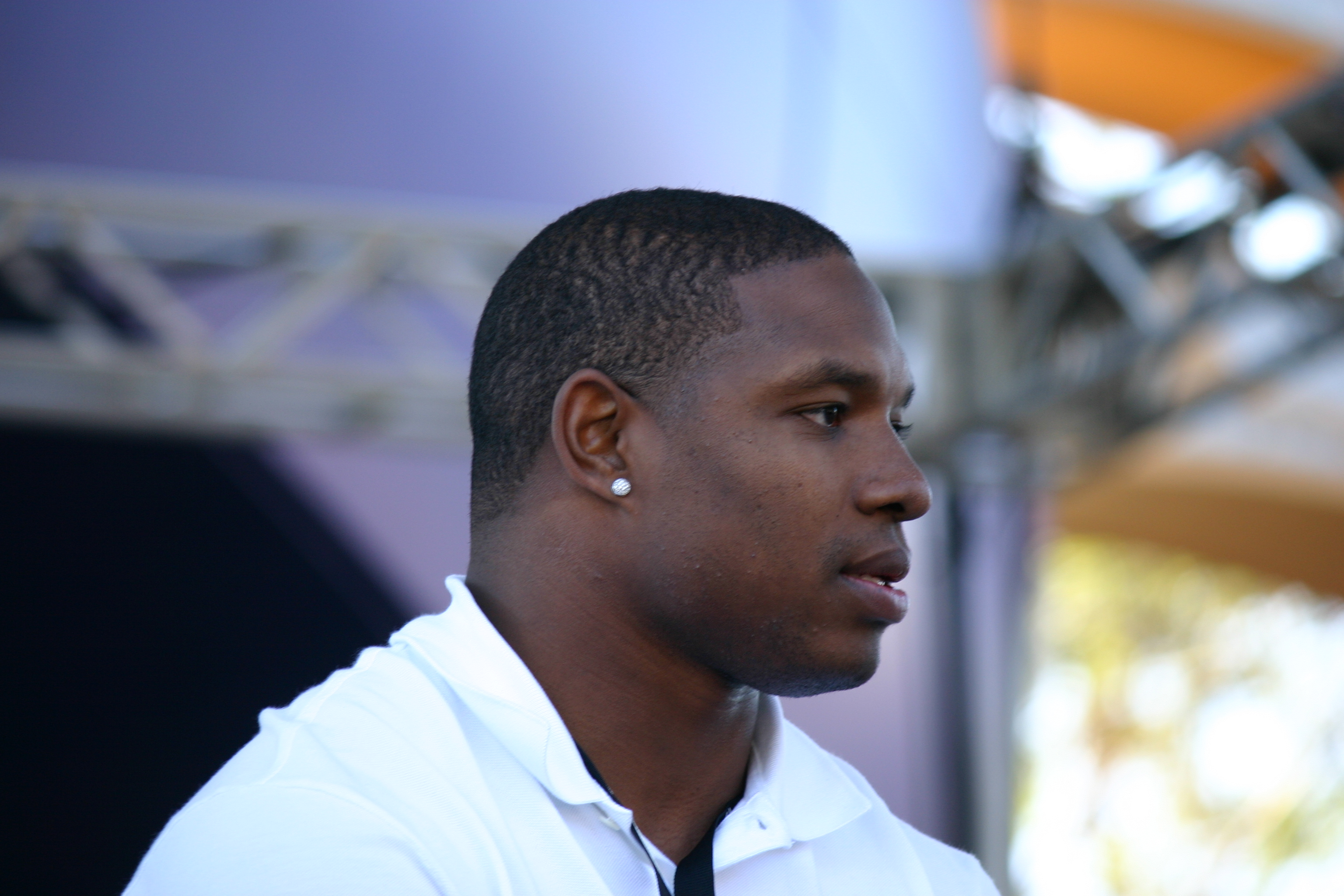
Maurice Jones-Drew, uno dei running back più piccoli della lega, si rivelò la sorpresa del draft del 2006.

Nel 2006 Jacksonville, dopo la precedente stagione da 12–4, era considerata una candidata autorevole per i playoff. Diversi infortuni però condizionarono la formazione della Florida. Reggie Hayward, Greg Jones, Donovin Darius, Byron Leftwich e Mike Peterson dovettero saltare tutta la stagione, mentre Marcus Stroud, Matt Jones, Paul Spicere e Fred Taylor subirono altri infortuni in corso d'opera. La squadra iniziò la stagione 2–0, superando i Dallas Cowboys (che avevano il miglior record della lega mentre si trovavano sul 9-3), e i campioni in carica dei Pittsburgh Steelers. Il club perse però le due gare successive e soffrì delle imbarazzanti sconfitte contro gli Houston Texans nel corso della stagione (sorprendentemente, Jacksonville aveva lottato contro i Texans sin da quando Houston era entrata nella lega nel 2002). I Jaguars mancarono l'approdo ai playoff con un record di 8–8, ma la stagione ebbe anche alcune note liete.
Maurice Jones-Drew, la scelta dei Jaguars al secondo giro, fu uno dei rookie più sorprendenti della stagione. Il giocatore finì con una media di 5,7 yard per possesso, la più alta nella lega, e concluse al terzo posto nella NFL con 16 touchdown segnati. Questa stagione fu la prima in cui la squadra giocò senza Jimmy Smith, che aveva deciso di ritirarsi. Questa assenza si fece decisamente sentire nel complesso del gioco dei Jaguars, incapaci di trovare un sostituto all'altezza.

### 2007: Cambio di quarterback e partecipazione ai playoff
Il 28 aprile 2007, i Jaguars per la loro scelta del primo giro (21ª assoluta) scelsero la safety di Florida Reggie Nelson, che nel 2010 sarebbe stato scambiato con i Cincinnati Bengals. Il 15 giugno 2007, i Jaguars svincolarono la gloriosa safety Donovin Darius, che aveva visto scendere il proprio minutaggio negli ultimi anni a causa di diversi infortuni. Il 31 agosto 2007, i Jaguars annunciarono che il quarterback che era stato a lungo la riserva, David Garrard, sarebbe partito titolare, davanti all'ex scelta del primo giro Byron Leftwich, che fu svincolato nel corso della sessione dei tagli finali del roster. Garrard guidò i Jaguars a un record di 11–5 record e ai playoff. Il 5 gennaio 2008, i Jaguars superarono i Pittsburgh Steelers 31–29 vincendo la prima gara di playoff dopo otto anni e la prima in trasferta dal 1997. Quella fu anche la prima volta in più di 50 anni di storia in cui gli Steelers venivano battuti in casa due volte dalla stessa squadra nella stessa stagione. Nel turno successivo però, i Jaguars caddero contro gli imbattuti New England Patriots; il punteggio alla fine del primo tempo era di parità ma in seguito i Patriots si portarono in vantaggio e alla fine prevalsero 31–20. Tom Brady completò 22 passaggi su 24, venendo pressato dalla difesa dei Jaguars solo una volta, nella prima azione. Questa partita, più di ogni altra, diede al management dei Jaguars il forte desiderio di migliorare la propria capacità di mettere a segno dei sack durante i playoff.
L'attacco della squadra nel 2007 fu largamente basato sulle corse, con Maurice Jones-Drew e Fred Taylor che guadagnarono diverse yard. David Garrard, ad ogni modo, si mostrò un preciso passatore nel 2007, subendo solo 3 intercetti.

### 2008: Declino e partenza di una leggenda
La stagione 2008 si aprì con grandi aspettative per i Jaguars. La squadra ingaggiò il wide reveiver free agent Jerry Porter e i rookie defensive end Quentin Groves da Auburn e Derrick Harvey da Florida per colmare le lacune più pesanti della squadra. (Porter se ne andò l'anno seguente e Groves fu scambiato con Oakland nel 2010.) Diversi giornalisti, incluso Kevin Seifert di ESPN.com, predissero i Jaguars come probabili partecipanti al Super Bowl.
I Jaguars però delusero tutte queste aspettative, finendo con un bilancio di 5–11, il peggior record della franchigia dal 2003. Le difficoltà del team furono in parte causate dall'ondata di infortuni che colpì la linea offensiva. In particolare, i titolari Vince Manuwai e Maurice Williams si infortunarono quando non era ancora terminato il primo quarto della partita inaugurale e restarono fuori per tutta la stagione. La carriera del tackle Richard Collier finì ad inizio settembre quando fu brutalmente aggredito con 14 colpi di arma da fuoco. Il centrale Brad Meester saltò i primi due mesi della stagione e la guardia Chris Naeole, entrato nel roster a metà stagione a causa di questi infortuni, si infortunò a sua volta prima ancora di iniziare a giocare. Contro squadre con una linea difensiva composta da giocatori più piccoli, l'attacco dei Jaguars era in grado di dominare e un esempio ci fu con la vittoria per 23–21 a Indianapolis contro i Colts che vide David Garrard guidare i Jaguars dentro l'area utile per calciare un field goal nel minuto finale e Josh Scobee calciare il pallone della vittoria da 51 yard. Comunque, i Jaguars ebbero molte difficoltà, specialmente nella seconda parte della stagione, come prova la sconfitta 9–21 contro i Cincinnati Bengals, che prima di quella gara avevano un record di 0-8.
Il 2008 segnò la fine della carriera di 11 anni ai Jaguars del running back Fred Taylor. Questi, considerato uno dei migliori giocatori della storia della franchigia, corse oltre 10.000 yard per Jacksonville guadagnandosi una partecipazione al Pro Bowl. Nel 2009 firmò con i New England Patriots. La partenza di Taylor aprì le porte a Maurice Jones-Drew per diventare il principale running back del team.

### 2009–2010: Nuovo general manager e inizio della fase di ricostruzione
Il 2009 segnò l'inizio di una nuova era per i Jaguars sotto la direzione del nuovo general manager Gene Smith. Questi lasciò subito la sua impronta nel Draft NFL 2009 acquisendo talenti come Eugene Monroe, Terrence Knighton, Derek Cox, Eben Britton e Mike Thomas, che diedero tutti un significativo contributo nelle loro stagioni di debutto. I Jaguars terminarono la stagione 7–9 senza qualificarsi per i playoff. Nel post-stagione, i Jaguars si separarono dai veterani John Henderson e Reggie Hayward nell'ambito di una campagna di ringiovanimento.
Il 2009 vide precipitare il numero di spettatori attorno alla squadra, a partire dal mercato televisivo e dando adito a speculazioni sul fatto che il team avrebbe potuto essere trasferito o venduto. Quell'anno segnò anche un punto di minimo con la media di spettatori allo stadio attorno ai 40.000, che spinsero il commissioner della NFL a parlare del problema con Wayne Weaver. Ciò che contribuì a questo declino nella vendita dei biglietti fu il fatto che Jacksonville è uno dei mercati più limitati della lega, malgrado il suo stadio sia relativamente capiente; dal 2005 i proprietari avevano venduto circa 10.000 dei 73.000 posti a sedere dello stadio. Dal 2008 la squadra soffrì anche la recessione mondiale che colpì la Florida in modo particolarmente duro e i cambiamenti strutturali che nell'NFL danneggiavano principalmente le franchigie con mercati minori. In questa situazione, diversi analisti specularono sulla possibilità di trasferire la squadra in futuro, forse a Los Angeles, California, o addirittura a Londra.

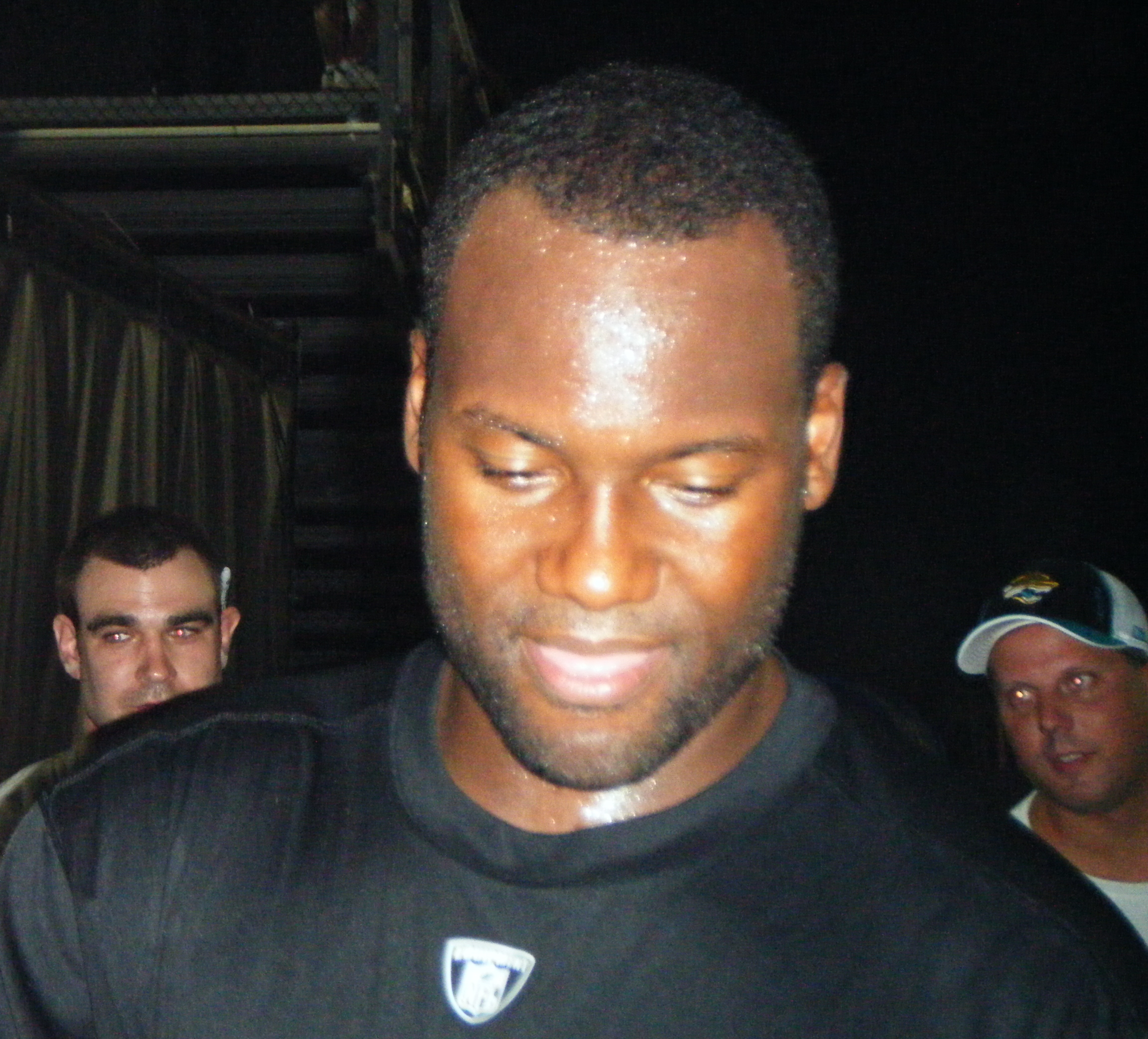
David Garrard fu svincolato pochi giorni prima della partenza della stagione 2011

Per superare questi problemi, nel 2010 la squadra e la città presero diverse contromisure per assicurare la permanenza della franchigia a Jacksonville. I tifosi iniziarono il "Team Teal" per favorire le vendite di biglietti. La città negoziò un accordo quinquennale da 16,6 milioni di dollari sui diritti del nome con la EverBank, una banca con base a Jacksonville per rinominare lo stadio EverBank Field. Come risultato di questi sforzi, le presenze alle partite dei incrementarono decisamente nel 2010. Con le presenze che rimanevano stazionarie nella maggior parte della NFL, Jacksonville vide un incremento del 36,5%, nettamente il più alto della lega.
La stagione 2010 si rivelò positiva anche a livello sportivo. Il running back Maurice Jones-Drew si classificò al secondo posto nella lega per yard corse e David Garrard lanciò 23 touchdown, un record della franchigia. Marcedes Lewis fu convocato per il suo primo Pro Bowl e i Jaguars ebbero una delle migliori coppie di defensive tackle con Terrance Knighton e il rookie Tyson Alualu. All'inizio di dicembre, Jacksonville guidava la AFC South ed era in lizza per un posto nei playoff, ma nella settimana 15 la sconfitta a Indianapolis, 34–24 permise proprio ai Colts di vincere la division. I Jaguars persero le ultime due partite, uscendo dalle squadre in lizza per la post-season. La stagione terminò con otto vittorie e otto sconfitte.

### 2011: Fine di un'epoca per allenatore a proprietario

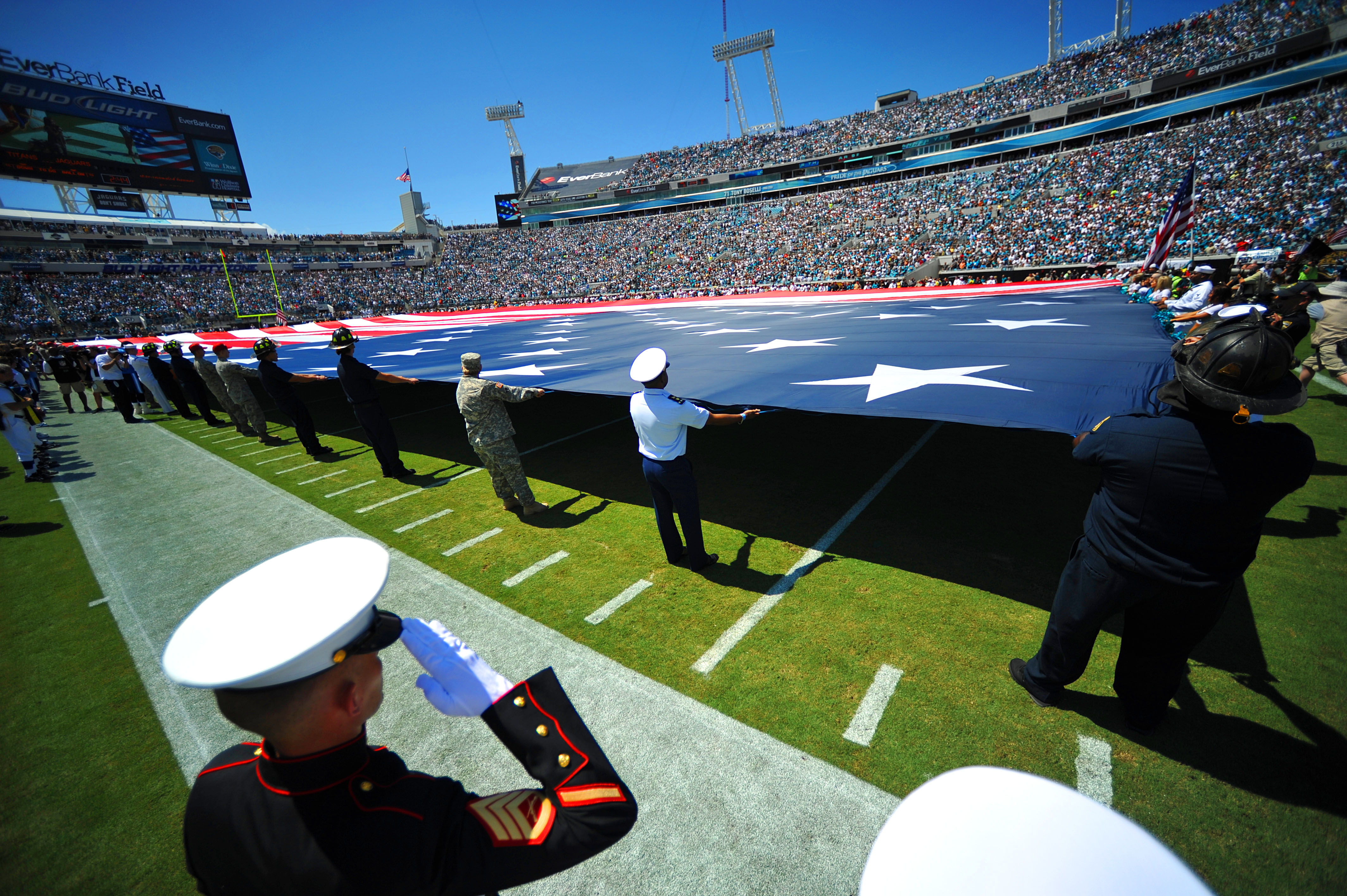
La stagione 2011 iniziò il giorno del decimo anniversario degli attacchi dell'11 settembre

Nel Draft NFL 2011, i Jaguars scambiarono le scelte del primo e secondo giro per avere la decima scelta assoluta con cui scelsero il quarterback dell'Università del Missouri Blaine Gabbert. Furono scelti anche l'offensive lineman Will Rackley e il wide receiver Cecil Shorts III nel terzo e nel quarto giro. Il 6 settembre 2011, David Garrard fu svincolato dalla squadra e Luke McCown fu nominato nuovo titolare, ma dopo due gare Blaine Gabbert prese il suo posto, quando McCown subì 4 intercetti nella sconfitta 32-3 con i Jets. L'attacco dei Jaguars continuò tuttavia a faticare anche col quarterback rookie, perdendo 4 partite consecutive, fino alla inaspettata vittoria sui Baltimore Ravens in casa durante il Monday Night.
Il 29 novembre 2011, i Jaguars (su un record di 3–8 dopo 12 settimane) licenziarono il capo allenatore Jack Del Rio, sostituendolo ad interim con il coordinatore difensivo. Il giorno stesso, il proprietario Wayne Weaver annunciò che la squadra sarebbe stata venduta all'uomo d'affari dell'Illinois Shahid Khan.

## 2012-presente: la proprietà di Shahid Khan

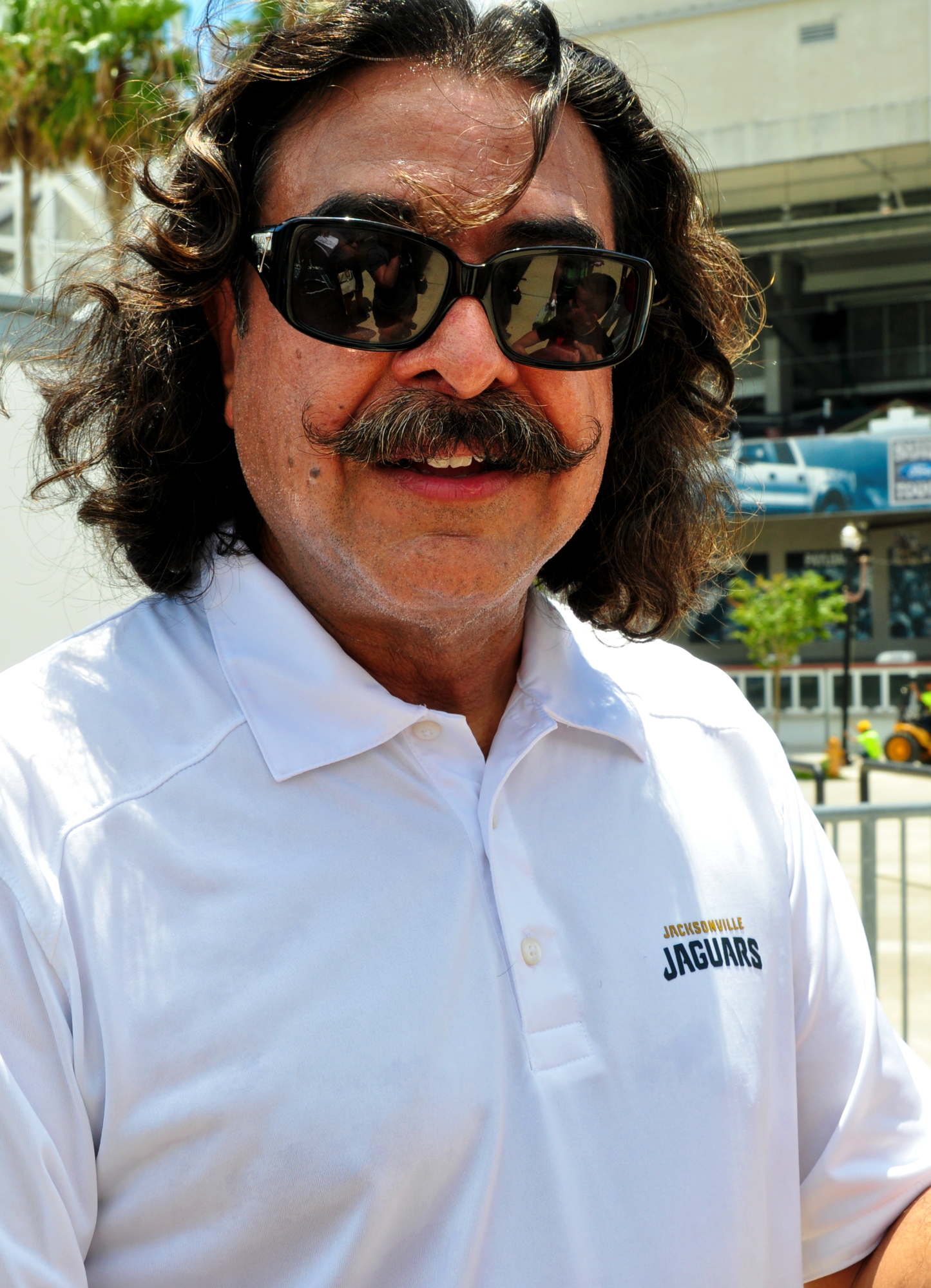
L'uomo d'affari Shahid Khan acquistò i Jaguars nel 2012.

### 2012: peggior record della storia della squadra
Il 10 gennaio 2012, l'ex coordinatore offensivo degli Atlanta Falcons Mike Mularkey fu assunto come nuovo capo-allenatore dei Jaguars.
I Jaguars iniziarono la stagione 2012 con un nuovo staff di allenatori e una nuova proprietà. Una delle prime priorità della nuova dirigenza era quella di migliorare la propria batteria di ricevitori e di vedere miglioramenti da parte del quarterback Blaine Gabbert dopo una deludente stagione da rookie season. Nel Draft NFL 2012 fu scelto come quinto assoluto il wide receiver Justin Blackmon e fu acquisito Laurent Robinson come free agent. Malgrado questi cambiamenti, la squadra faticò moltissimo sia in attacco che in difesa, terminando con un record di 2-14, il peggiore della storia della franchigia. Gabbert si infortunò nella settimana 9 contro gli Houston Texans, venendo sostituito per tutto il resto dell'anno da Chad Henne. Sia il general manager Gene Smith che il capo-allenatore Mike Mularkey furono licenziato alla fine della stagione.

### 2013: L'arrivo di Gus Bradley
Il 17 gennaio 2013 l'ex coordinatore difensivo dei Seattle Seahawks Gus Bradley fu assunto come nuovo capo-allenatore dei Jaguars, assieme al nuovo general manager David Caldwell, ex direttore del personale degli Atlanta Falcons. Con la seconda scelta assoluta del Draft NFL 2013, i Jaguars scelsero l'offensive tackle dalla Texas A&M University Luke Joeckel.
Gabbert iniziò nuovamente la stagione come titolare ma a causa degli infortuni e di prestazioni sotto la media fu sostituito definitivamente dopo la settimana 5 da Henne. La gestione Bradley iniziò in maniera difficilissima, perdendo tutte le prime otto partite. Dopo la settimana di pausa giunse la prima vittoria, in trasferta ai danni dei Tennessee Titans. Da quel momento le cose migliorarono vincendo tre delle successive quattro partite, salvo concludere la stagione con tre sconfitte consecutive. A fine anno, l'esperimento Gabbert fu considerato concluso, scambiandolo con i San Francisco 49ers per una scelta del sesto giro del Draft 2014. Dopo otto stagioni, anche Maurice Jones-Drew diede l'addio alla squadra, firmando con gli Oakland Raiders.

### 2014

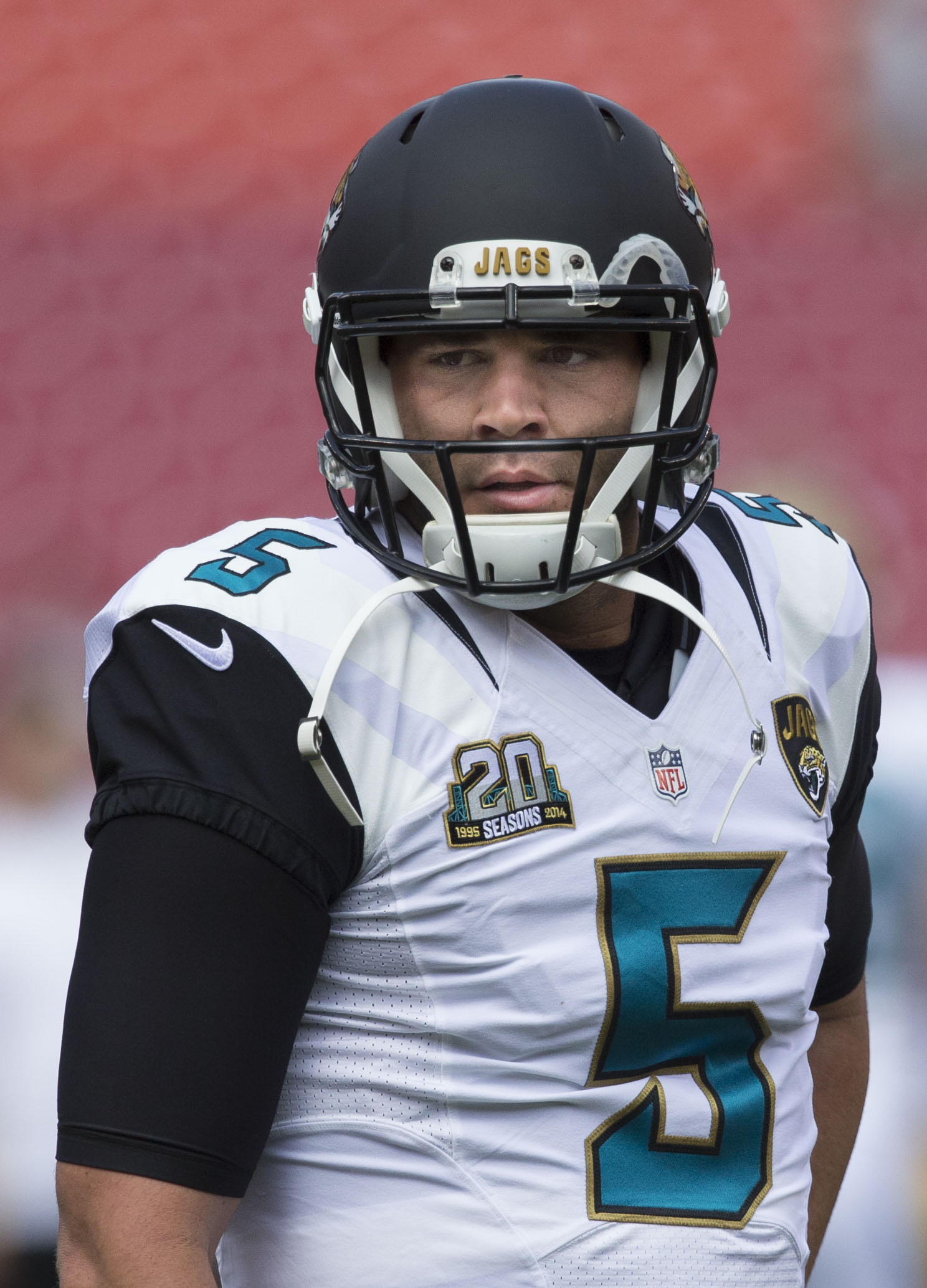
Blake Bortles fu la 3ª scelta assoluta del Draft 2014.

In possesso della terza scelta assoluta, i Jaguars nel Draft NFL 2014 scelsero dalla University of Central Florida il quarterback Blake Bortles, mentre nel secondo giro selezionarono il ricevitore da USC Marqise Lee. I Jaguars annunciarono di volere inserire gradualmente Bortles nella rotazione della squadra e malgrado le sue convincenti prestazioni nelle gare di pre-stagione, mantennero il veterano Henne come titolare nella prima gara della stagione. Jacksonville subì delle pesanti sconfitte nelle prime due gare e, dopo essersi trovata in svantaggio per 30-0 alla fine del primo tempo nella settimana 3, decise di far debuttare Bortles al posto dell'inefficace Henne. A fine partita, Bradley annunciò che sarebbe diventato il nuovo titolare della squadra a partire dalla settimana successiva. La prima vittoria della stagione giunse solamente nella settimana 7 contro i Browns. Dopo altre quattro sconfitte consecutive, la vittoria tornò nella settimana 13 contro i Giants coi Jags che rimontarono il massimo svantaggio della storia della franchigia, 21 punti. Nel penultimo turno, i Jaguars abbandonarono l'ultimo posto della AFC South division battendo i Titans. La stagione si chiuse così con un record di 3 vittorie e 13 sconfitte.

### 2015
Nel 2015 i Jaguars mostrarono segnali di miglioramento rispetto alle annate precedenti, pur vincendo solamente una delle prime sei partite. La seconda giunse nel settimo turno a Londra contro i Bills. Il 15 novembre, Jacksonville interruppe una striscia di tredici sconfitte consecutive in trasferta espugnando il campo di Baltimora.
Nella settimana 14, Jacksonville inflisse 51 punti ai Colts, un nuovo record di franchigia,. La stagione regolare si chiuse con un record di 5-11 al terzo posto della division, venendo eliminati matematicamente dalla caccia ai playoff nella settimana 16. Il quarterback Bortles stabilì un nuovo record di franchigia con 35 passaggi da touchdown (secondo nella NFL) mentre il ricevitore Allen Robinson guidò a pari merito la lega con 14 touchdown su ricezione.

### 2016

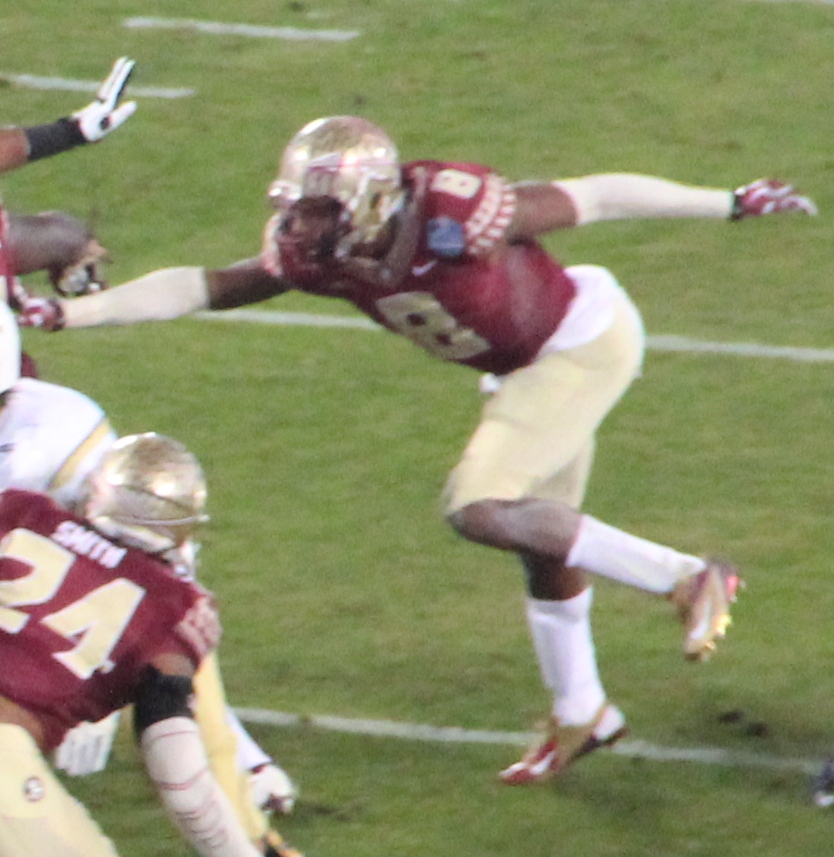
Jalen Ramsey, quinta scelta assoluta del Draft 2016

In possesso di ampio spazio disponibile nel salary cap, Jacksonville condusse un mercato aggressivo, firmando i free agent Malik Jackson, un defensive tackle dai Denver Broncos, e il cornerback Prince Amukamara dai New York Giants. Con la quinta scelta assoluta scelsero il cornerback Jalen Ramsey dalla Florida State University nel primo giro del Draft, mentre nel secondo il linebacker Myles Jack da UCLA. Jack era considerato un talento da scegliere nelle prime dieci posizioni, ma scese nel secondo giro a causa di un infortunio al ginocchio. Con queste premesse e la stagione in crescita dell'anno precedente, il club iniziò l'annata con alte aspettative ma il 18 dicembre 2016, Gus Bradley fu licenziato dopo la nona sconfitta consecutiva. Il suo bilancio in quasi quattro stagioni al timone della squadra fu di 14 vittorie e 48 sconfitte.

### 2017
Il 9 gennaio 2017, l'allenatore della linea offensiva della squadra Doug Marrone fu promosso nel ruolo di capo-allenatore. Tom Coughlin fece ritorno a Jacksonville per diventare vice-presidente esecutivo.
Nel Draft NFL 2017 i Jaguars selezionarono il running back Leonard Fournette da LSU. Dopo la vittoria sugli Houston Texans il club centrò la prima qualificazione ai playoff dal 2007. La squadra concluse con un bilancio finale di 10-6, 7 vittorie in più dell’anno precedente. Nel turno delle wild card batterono i Buffalo Bills 10-3 a Jacksonville, in quella che fu la prima vittoria nei playoff in dieci anni. Sette giorni dopo batterono i favoriti Pittsburgh Steelers 45-42 in trasferta, qualificandosi per la terza finale di conference della storia della franchigia, la prima dal 1999. Lì furono sconfitti dai New England Patriots campioni in carica in una gara equilibrata per 24-20. In questa stagione per il suo dominio la difesa della squadra fu soprannominata "Sacksonville".

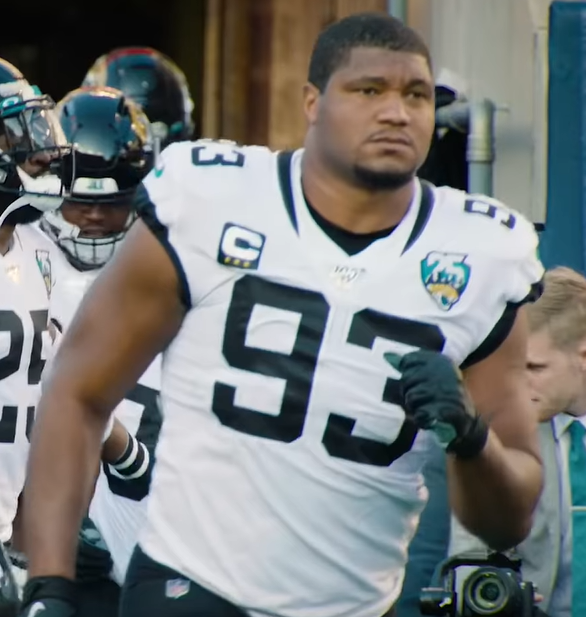
Calais Campbell uno dei leader della "Sacksonville", durante la stagione stabilì il record di franchigia per sack, 14,5

### 2018
Nel primo turno del Draft NFL 2018 i Jaguars scelsero il defensive tackle Taven Bryan dell'Università della Florida e il wide receiver D.J. Chark da LSU nel secondo giro. Jacksonville iniziò bene la stagione con un record di 3-1 fino a settembre, ma perse dieci delle restanti dodici partite, di cui sette di fila, finendo con un record di 5-11 e all'ultimo posto nell'AFC South.

### 2019
L'11 marzo i Jaguars firmarono un contratto quadriennale da 88 milioni di dollari per il quarterback Nick Foles, rendendolo il loro nuovo quarterback titolare e svincolando Blake Bortles. Con la settima scelta nel Draft NFL 2019 i Jaguars scelsero il linebacker Josh Allen. Il 9 settembre Foles si ruppe la clavicola sinistra nell'apertura della stagione, lasciandolo fuori dai giochi per il resto della stagione. Gardner Minshew sostituì Foles come quarterback titolare per il resto dell'annata.
Il 15 ottobre, i Jaguars cedettero il cornerback due volte Pro bowler Jalen Ramsey ai Los Angeles Rams in cambio di una scelta del primo giro del Draft NFL 2020, del Draft NFL 2021 e di una scelta del quarto giro del Draft NFL 2021. Il 18 dicembre i Jaguars licenziarono il vicepresidente esecutivo  Tom Coughlin.

### 2020
Il 15 marzo i Jaguars scambiarono Calais Campbell con i Baltimore Ravens per una scelta del quinto giro del Draft NFL 2020. Tre giorni dopo, il 18 marzo scambiarono Nick Foles con i Chicago Bears in cambio di una scelta al quarto giro del Draft NFL 2020. 
Con le scelte del primo giro nel Draft NFL 2020, i Jaguars scelsero il cornerback C.J. Henderson (9ª scelta) dall'Università della Florida e il defesinve end K'Lavon Chaisson da LSU (20ª scelta). Il 30 agosto la squadra scambiò Yannick Ngakoue con i Minnesota Vikings per una scelta del secondo round del draft 2021 e una scelta condizionale del quinto giro del draft 2022 che potrebbe arrivare fino a una scelta del terzo round. Il giorno successivo i Jaguars rilasciarono la quarta scelta assoluta nel draft 2017 Leonard Fournette meno di due settimane prima dell'inizio della stagione.
Il 4 gennaio 2021 l'allenatore Doug Marrone fu licenziato dopo aver terminato la stagione 2020 con il peggior record nella storia della franchigia, 1–15, e terminó la sua avventura con i Jaguars con un record complessivo di 23–43.

### 2021

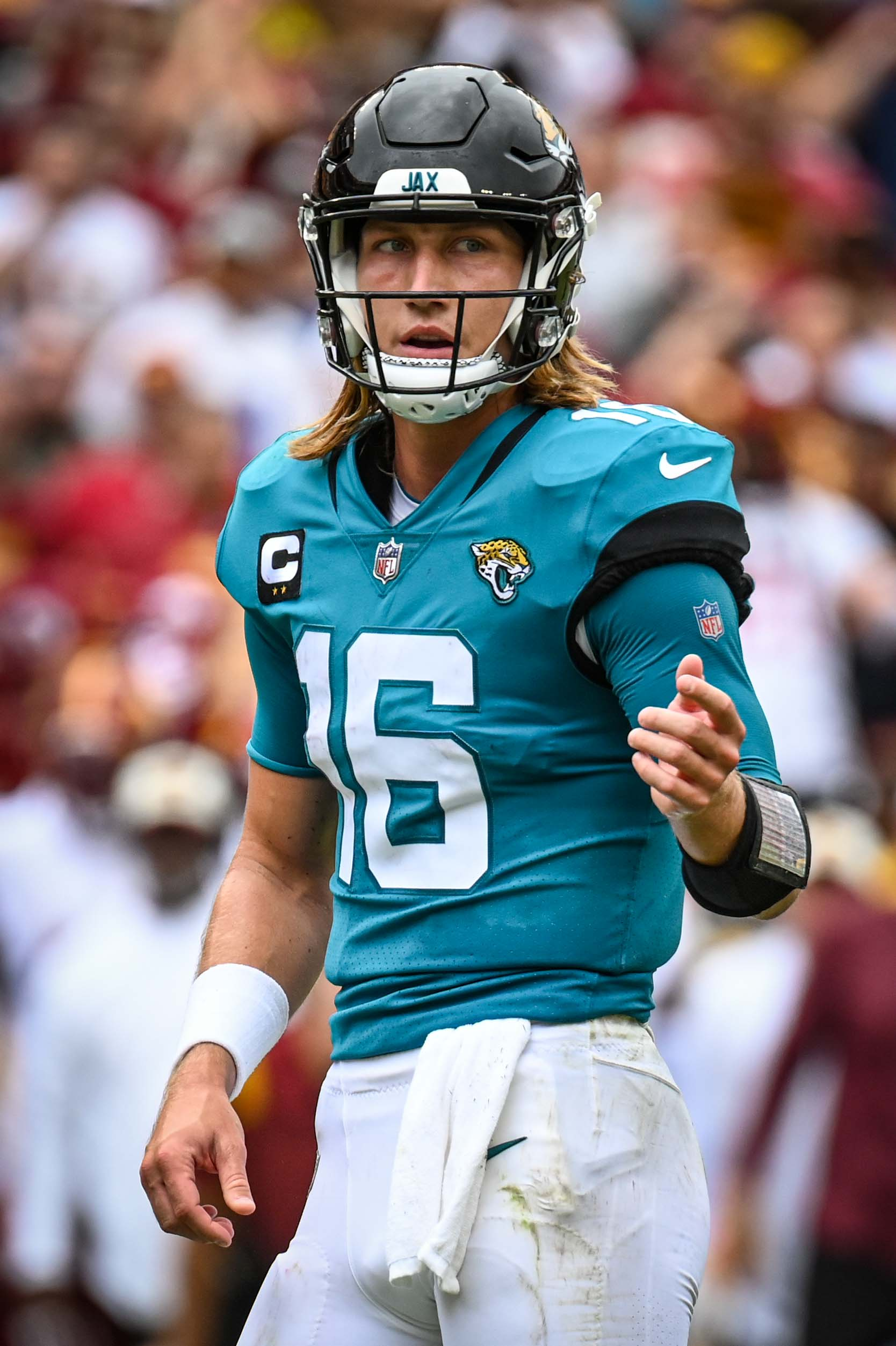
Trevor Lawrence, la prima scelta assoluta del Draft 2021

Il 14 gennaio 2021 Urban Meyer, ex allenatore dei Florida Gators e degli Ohio State Buckeyes, diventò il nuovo capo allenatore della franchigia. 
Con la prima scelta assoluta del Draft i Jaguars selezionarono il quarterback da Clemson Trevor Lawrence, mentre con la seconda scelta del primo giro fu selezionato il running back Travis Etienne, sempre da Clemson. Lawrence dovette affrontare aspettative incredibilmente alte al suo arrivo a Jacksonville, poiché era stato seguito da vicino dai media sin dai tempi del liceo ed era ampiamente considerato un potenziale talento generazionale.
Il 26 settembre 2021, in una sconfitta contro gli Arizona Cardinals, il ritornatore Jamal Agnew pareggiò il record per il ritorno più lungo nella storia della NFL, quando ritornò un tentativo di field goal mancato di 68 yard di Matt Prater per un touchdown di 109 yard.
Il 16 dicembre 2021 i Jaguars licenziarono Meyer come capo allenatore a causa di segnalazioni di scontri, tumulti interni tra lo staff e i giocatori durante la stagione e un'accusa di aggressione. Meyer fu sostituito da Darrell Bevell ad interim e la stagione si concluse con un record di 3-14.

### 2022

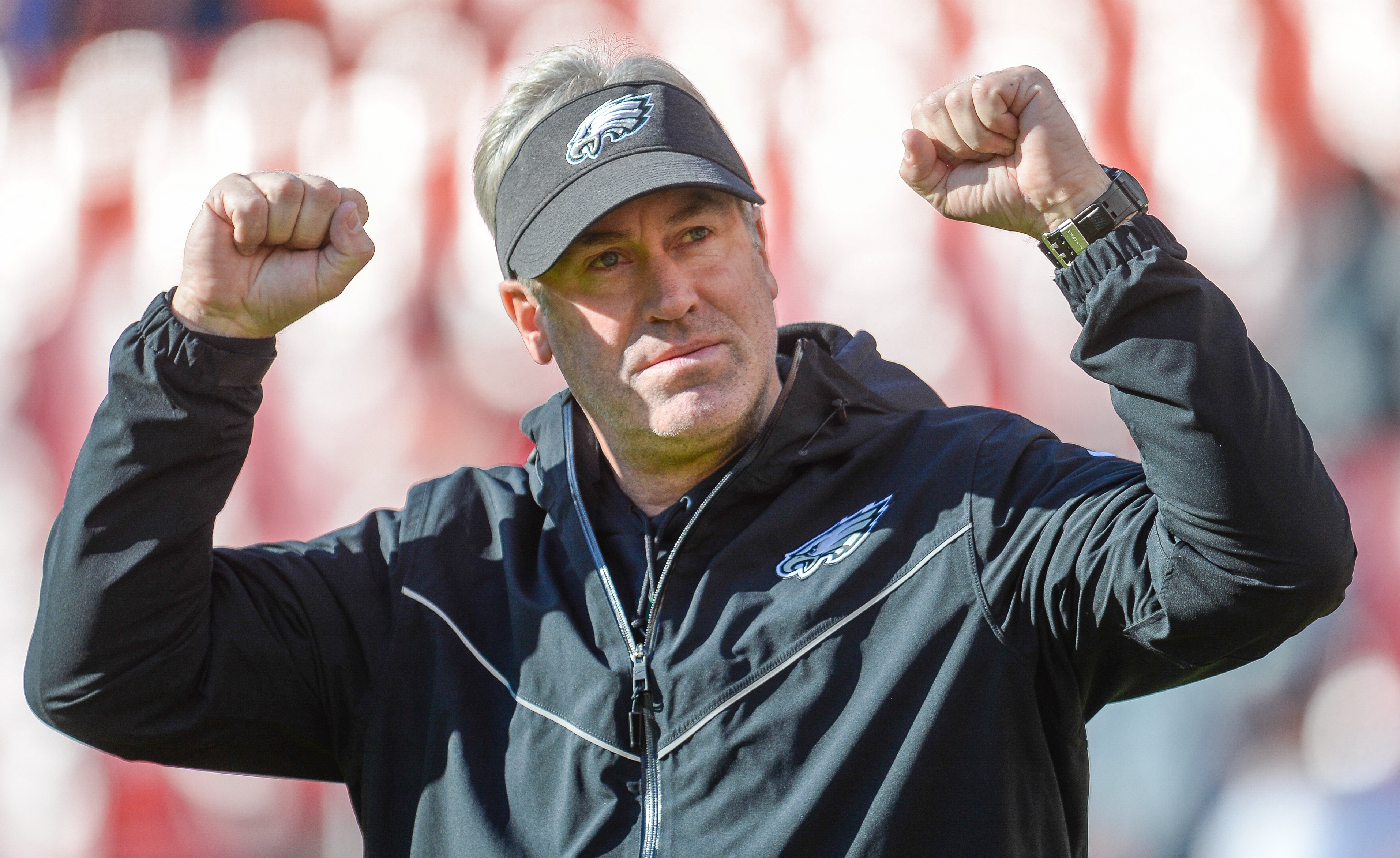
Doug Pederson, assunto come nuovo capo allenatore nella stagione 2022

Il 3 febbraio 2022 Doug Pederson, l'ex capo allenatore dei Philadelphia Eagles, fu assunto come capo allenatore dei Jaguars. Pederson è il settimo allenatore nella storia della franchigia (non considerando quelli ad interim). La squadra ebbe la prima scelta assoluta nel draft per il secondo anno consecutivo, scegliendo il defensive end Travon Walker.
I Jaguars faticarono all'inizio della stagione 2022, si ripresero vincendo le ultime cinque partite e qualificandosi ai playoff con un record di 9-8, vincendo il quarto titolo di division nella storia della franchigia (il secondo nella AFC South).
I Jaguars affrontarono i Los Angeles Chargers nel turno delle Wild Card dei playoff il 14 gennaio 2023. Nel primo tempo erano in svantaggio per 27-0 con 5 palle perse. Tuttavia riuscirono a rimontare nel secondo tempo battendo i Chargers 30-31 e avanzando all'AFC Divisional Round. La vittoria dei Jaguars nel secondo tempo segnó la terza più grande rimonta nella storia dei playoff NFL. La loro stagione si sarebbe conclusa la settimana successiva con una sconfitta per 27–20 contro i futuri vincitori del Super Bowl LVII, i Kansas City Chiefs.